# Чапля (річка)
Чапля — річка в Україні, у Вінницькому районі Вінницької області, ліва притока Південного Бугу (басейн Чорного моря).

## Опис
Довжина річки 10 км. Формується з багатьох безіменних струмків та водойм. Площа басейну 32 км2.

## Розташування
Бере початок у Майдані-Чапельському. Тече переважно на південний захід через Луку-Мелешківську і у Прибузькому впадає у річку Південний Буг.
Річку перетинає автомобільна дорога Т 0212